# 圣克里斯蒂娜-迪菲盖罗
圣克里斯蒂娜-迪菲盖罗是葡萄牙波尔图区的一个堂区。总面积4.02平方公里，总人口1532人，人口密度381.1人/平方公里。